# 武大烈
武大烈（？年—1640年），字海寧，臨潼 （今陝西省西安市臨潼縣）人。明朝永寧知縣。諡忠烈。

## 生平
天啟七年（1627年），武大烈陕西鄉試中舉。
崇禎年間武大烈擔任永寧知縣，有人倚仗萬安郡王朱采𨮫的權勢違法亂紀，武大烈對此人嚴加懲辦。
崇禎十三年（1640年）十二月，李自成攻陷宜陽，宜陽知縣唐啟泰被殺，李自成接著攻打永寧，武大烈與鄉官（治理一鄉事務的官吏）四川巡撫張論共同抵禦李自成的起義軍。張論戰死後，張論的兒子吏部郎中張鼎延及其叔父治中張贊繼續協同鎮守永寧。監牢裡的犯人勾起義軍，起義軍入城，都司馬有義棄城而逃。武大烈與張鼎延等人固守三日，起義軍趁半夜登城，活捉武大烈，李自成原以同鄉情分，不打算殺他，但因武大烈寧死不降亦不願意交出縣印，最終遭李自成焚燒而死。

## 外部連結
- 《皇明四朝成仁錄》